# Nicholas Brendon
Nicholas Brendon (Los Ángeles, California; 12 de abril de 1971) es un actor y escritor estadounidense, más conocido por interpretar a Xander Harris en Buffy the Vampire Slayer (1997–2003) y Kevin Lynch en Criminal Minds (2007–2014).
Brendon interpretó a Xander Harris durante siete años y apareció en todos menos uno de los 144 episodios. Por su papel de Xander, Brendon fue nominado al premio Saturn en 1998 y 1999 como Mejor Actor de género de TV y en 2000 como Mejor Actor de reparto. Continúa asistiendo regularmente a convenciones de cómics y de ciencia ficción. Ha estado involucrado en el desarrollo del personaje de Xander en los siguientes cómics y se le ha acreditado como escritor por varios números.
Aunque Brendon ha seguido trabajando como actor con papeles recurrentes en series de televisión y papeles protagónicos en películas de estreno limitado como Coherence y Big Gay Love, sus luchas con el abuso de sustancias y la depresión han ensombrecido su carrera profesional y Brendon ha atraído la atención del público por sus múltiples arrestos y condenas por una variedad de cargos desde 2010.

## Biografía
Brendon nació el 12 de abril de 1971 en Granada Hill, San Fernando Villay, en Los Ángeles, junto con su hermano gemelo Kelly Donovan; tiene además dos hermanos menores. Cuando sus padres, Bob y Kathy, se divorciaron, su madre se hizo agente de teatro.
Cursó sus estudios en Canyons, en la localidad de Santa Clarita. Decidió dedicarse a actuar cuando una seria lesión en su brazo le impidió convertirse en jugador profesional de béisbol, pero tuvo problemas de tartamudez.
Antes de conseguir el papel de Xander tuvo trece trabajos de los que fue despedido. Había empezado desde cero haciendo pequeños anuncios y trabajó también de ayudante de producción. Al ser despedido de este puesto, encontró a alguien que quería fotografiarle, lo que le ayudaría para trabajar en series. A los veinticinco años, después de haber solucionado su problema de tartamudez, se presentó a los castings de Joss Whedon para trabajar en la serie donde se daría a conocer, Buffy the Vampire Slayer. Consiguió el papel de Xander Harris.

## Vida personal
Brendon ha trabajado para la Stuttering Fundation of America, que se acercó a él alrededor de 2001, y lo nombró presidente honorario de la semana Nacional de Concienciación sobre la Tartamudez en mayo de 2001.
Estuvo casado con la actriz Tressa DiFiglia hasta el 30 de mayo de 2006, quien participó en la película de Amber Benson "Chance". El día 5 de octubre de 2014, Brendon se casó con Moonda Tee en la ciudad de Las Vegas. Anunciaron su separación e intención de divorciarse el 14 de febrero de 2015.
El 25 de abril de 2004, en una convención de aficionados de Buffy en Cleveland, Ohio, anunció que había ingresado voluntariamente en rehabilitación por Alcoholismo.

## Cine
| Año  | Título                                  | Papel                     | Notas |
| ---- | --------------------------------------- | ------------------------- | ----- |
| 1995 | Children of the Corn III: Urban Harvest | Jugador de baloncesto uno |       |
| 2000 | Psycho Beach Party                      | Starcat                   |       |
| 2002 | Demon Island                            | Kyle                      |       |
| 2007 | Unholy                                  | Lucas                     |       |
| 2008 | Blood on the Highway                    | Chase Sinclair            |       |
| 2009 | A Golden Christmas                      | Michael                   |       |
| 2009 | My Neighbor's Secret                    | Brent Keller              |       |
| 2010 | The Portal                              | Paul                      |       |
| 2013 | Big Gay Love                            | Andy                      |       |
| 2013 | Coherence                               | Mike                      |       |
| 2014 | Indigo                                  | Gary                      |       |
| 2014 | Attack of the Morningside Monster       | Mark Matthews             |       |
| 2017 | Surge of Power: Revenge of the Sequel   | Él mismo                  |       |
| 2018 | The Nanny                               | David                     |       |

## Televisión
| Año       | Título                      | Papel                          | Notas                                     |
| --------- | --------------------------- | ------------------------------ | ----------------------------------------- |
| 1993      | Married... with Children    | Tipo en la pandilla de Ray-Ray | Episodio: «Hood 'n the Boyz»              |
| 1995      | Dave's World                | —                              | Episodio: «Do the Write Thing»            |
| 1997–2003 | Buffy the Vampire Slayer    | Xander Harris                  | Rol principal; 143 episodios              |
| 2003      | The Pool at Maddy Breaker's |                                | Película para televisión                  |
| 2004      | Celeste in the City         | Dana Blodgett/Harrison         | Película para televisión                  |
| 2005–06   | Kitchen Confidential        | Seth Richman                   | Rol principal; 13 episodios               |
| 2006      | Relative Chaos              | Gil Gilbert                    | Película para televisión                  |
| 2006–07   | American Dragon: Jake Long  | Chico de caza n.º 89 (voz)     | 6 episodios                               |
| 2007      | Fire Serpent                | Jake Relm                      | Película para televisión                  |
| 2007–2014 | Criminal Minds              | Kevin Lynch                    | 21 episodios                              |
| 2009      | Without a Trace             | Edger                          | Episodio: «Undertow»                      |
| 2010–11   | Private Practice            | Lee McHenry                    | 4 episodios                               |
| 2012      | Hollywood Heights           | Dan Testa                      | Episodio: «Loren and Kelly Clash»         |
| 2014–15   | Faking It                   | Jackson Lee                    | Recurrente                                |
| 2019      | Dark/Web                    | Donovan                        | Episodios: «Chapter Six», «Chapter Eight» |

## Videojuegos
| Año  | Título                                 | Voz           |
| ---- | -------------------------------------- | ------------- |
| 2002 | Buffy the Vampire Slayer               | Xander Harris |
| 2003 | Buffy the Vampire Slayer: Chaos Bleeds | Xander Harris |